# 香山縣
香山縣是中国历史上的一个县，存在于1152年至1925年，主要范围包括今广东省中山市、珠海市、广州市南沙区大部分地方與澳門特別行政區等。1925年國民政府為紀念國父孫中山而將其家乡香山縣改名中山縣。

## 歷史

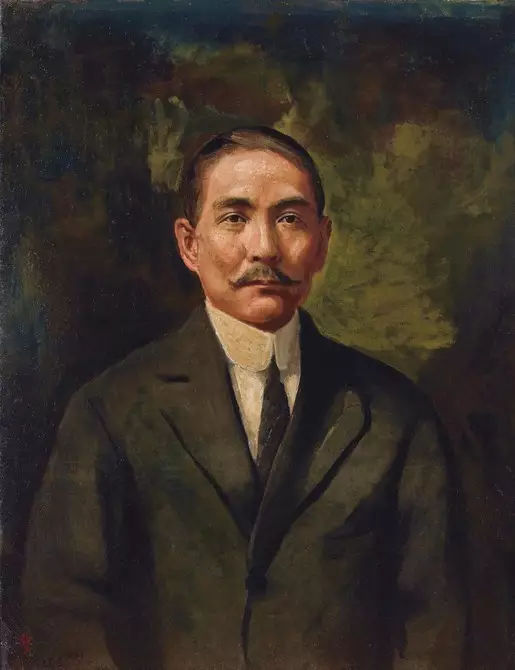
《孫中山像》 1921年 李鐵夫 畫布油畫 93×71.7cm

香山一詞按宋朝《太平寰宇志》记载，因一座名為五桂山的地方，山中多产奇异花卉，香溢数十里，故名香山。
秦漢時屬南海郡番禺縣，東晉時屬東莞縣管轄。直至唐朝至德二年（757年）後，因盛产海盐，官府开始在今珠海市山场村设立了名为香山镇的军事营镇。北宋元丰五年（1082年），设立香山寨，仍属东莞县。北宋進士廣東人梁杞於 宋神宗年間上表始提出香山制縣。直至南宋紹興二十二年（1152年）由于香山寨的发展，升级为香山县，並將南海、番禺、東莞、新會四縣沿海的地方劃歸香山縣管轄。此时的香山县隶属于廣州府。南宋末年，宋端宗在元军的追杀下，曾逃往香山躲避，南宋灭亡後，大批南宋皇族和官员的后裔流落定居于香山。明朝香山北部地区开始淤积成陆，此时才与大陆相连。清朝珠江三角洲一带开始逐步修筑防洪防潮的河道堤围，香山县围垦的田地在不断增加，农业产量也在提高。在清朝嘉庆年间，由于农业的发展，香山由原来的下等县改成与南海、番禺、东莞等县同列的大縣。
第一次鸦片战争时期，位于珠江口西岸的香山是战场之一。1839年，林则徐来广东主持禁烟，8月16日驻兵香山县城，令澳葡当局驱逐英商义律等人。1840年，第一次鸦片战争爆发之后，英国战船驶至澳门关闸，强行登陆，香山的清朝驻军曾作勉强抵抗。澳门原本属于香山县。明朝嘉靖三十二年（1553年），葡萄牙人借机在澳门半岛定居。第一次鸦片战争以后，道光二十五年（1845年）葡萄牙女王瑪利亞二世宣布澳门为“自由港”。1849年葡萄牙人赶走香山驻望厦村的县丞，侵佔澳门。

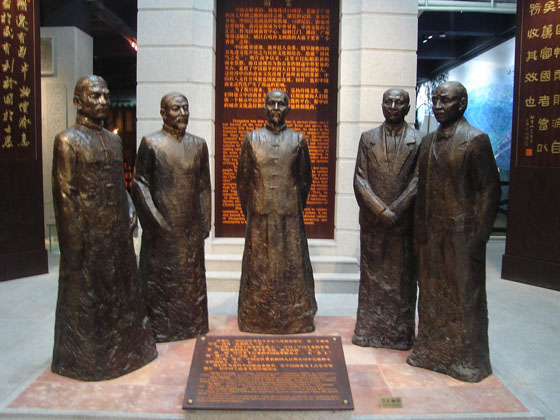
唐廷枢、徐润、郑观应、马应彪、郭乐等五位近代香山商业名人的雕像

鸦片战争之后，清朝国门开放，香山开始有学生出国留学，他们中的一部分，如孙中山、唐绍仪、杨仙逸、容闳、苏曼殊等日后成为了中国近代史上的名人。此时的香山还有不少人外出从商，上海四大百货公司先施、永安、新新（香港版本為中華百貨公司）、大新皆为香山人创办，在1830年至1900年70余年间，上海、香港、广州、天津、汉口、九江各商埠四家英国洋行的买办中，香山人占了九成，其中知名的洋行买办有唐廷枢、徐润、郑观应等。
在辛亥革命中，香山是广东第三个光复的县。1911年10月武昌起义後，同盟会香港总机关决定在香山发动广东的首场起义，林君复、郑彼岸、林警魂等人领兵起义后，进攻香山县城石岐，於11月6日光复香山。民国十四年（1925年），中华民国首任临时大总统孙中山逝世。当时位于广州的中华民国陆海军大元帅府为纪念孫中山先生，决定将孙中山的故乡香山县易名為中山县。

## 縣轄地方

### 宋元
據元朝的《大德南海志》載，香山縣有轄以下地方：
- 文順鄉
- 延福里
- 皇字圍
- 四字圍
- 大字圍
- 五常字圍
- 恭字圍
- 良字圍
- 得能字圍
- 永樂鄉
- 永甯鄉
- 譚洲
- 黃旗角
- 大欖
- 小欖
- 海洲